# Rutemyr
Rutemyr är en sjö i Gotlands kommun i Gotland och ingår i Gothemån-Snoderåns kustområde. Sjön har en area på 0,0919 kvadratkilometer och ligger 29,1 meter över havet. Rutemyr ligger i Rutemyr Natura 2000-område. Sjön avvattnas av vattendraget Bångå.

## Delavrinningsområde
Rutemyr ingår i det delavrinningsområde (641120-168478) som SMHI kallar för Utloppet av Fardumeträsk. Medelhöjden är 24 meter över havet och ytan är 28,88 kvadratkilometer. Det finns inga delavrinningsområden uppströms utan avrinningsområdet är högsta punkten. Delavrinningsområdets utflöde Bångå mynnar i havet. Delavrinningsområdet består mestadels av skog (52 %) och jordbruk (30 %). Avrinningsområdet har 3,49 kvadratkilometer vattenytor vilket ger avrinningsområdet en sjöprocent på 12,1 %.